# Charlie & Louise – Das doppelte Lottchen
Charlie & Louise – Das doppelte Lottchen ist ein deutscher Kinderfilm vom Regisseur Joseph Vilsmaier aus dem Jahr 1994. Die Literaturverfilmung entstand nach dem Roman Das doppelte Lottchen von Erich Kästner.

## Handlung
Die beiden zwölfjährigen Mädchen Charlotte Palfy und Louise Kröger treffen auf einer Sprachreise nach Schottland aufeinander und stellen fest, dass sie Zwillinge sind, obwohl sie bislang nichts voneinander wussten. Charlotte lebt bei ihrem Vater, einem Varietékomponisten; sie ist cool, selbstbewusst und vorlaut, kleidet sich entsprechend und hört Techno-Musik. Louise, die bei ihrer Mutter, einer Werbefachfrau, aufwächst, trägt betont elegante Kleidung, ist schüchtern und eigenbrötlerisch, aber gewissenhaft und ordentlich.
Fest entschlossen, Schicksal zu spielen, tauschen die beiden die Rollen – nach der Reise fährt Louise als Charlie zu ihrem Vater, der in Berlin-Kreuzberg an einer Musicalproduktion arbeitet, deren Finanzierung auf wackligen Füßen steht, während Charlie als Louise zu ihrer Mutter nach Hamburg reist, die dort in einer Werbeagentur tätig ist. Bald begreifen sie, was die Beziehung ihrer Eltern hat scheitern lassen: Das Leben der Mutter ist fest strukturiert und sie ordnet ihrem beruflichen Ehrgeiz sogar ihre Tochter unter, so dass Louise oft und lange allein ist. Der Vater ist zwar ein begabter Musiker, lebt jedoch chaotisch und neigt zu starken Stimmungsschwankungen.
Die Mädchen arrangieren ein überraschendes Treffen zu viert, müssen jedoch feststellen, dass es nicht so leicht ist, ihre Eltern wieder zusammenzubringen, zumal die Mutter bereits mit ihrem Chef Heiratspläne schmiedet. Aus Enttäuschung darüber reißen die Mädchen mitten in der Nacht aus und fahren wieder nach Schottland, wo sie von den Eltern aufgespürt und aus großer Gefahr gerettet werden. Dabei kommen sich auch die Eltern wieder etwas näher und sehen ein, dass ihre Töchter sich nicht wieder trennen lassen. Der Vater schlägt vor, dass beide bei ihrer Mutter in Hamburg bleiben sollen und er allein wieder nach Berlin fährt.
Charlie steckt ihrem Vater jedoch kurz vor der Abfahrt seines Zuges einen Zettel mit seinem Lebensmotto „Es gibt Momente im Leben, da muss man die Notbremse ziehen!“ in die Tasche. Als er diesen Zettel kurz nach der Abfahrt liest, nimmt er die Aufforderung spontan wörtlich und kehrt zu seiner Familie zurück.

## Kritiken
„Regisseur Vilsmaier, der ansonsten eher für ernstere Stoffe wie »Stalingrad« oder »Herbstmilch« bekannt ist, versetzte die Geschichte geschickt in die Gegenwart und machte daraus eine zeitgemäße Jugend-Komödie.“

„Vieles von der in Kästners Roman bemerkenswerten hintergründigen Tiefe, seines Humors, seiner Herzenswärme und Ironie ist bei Vilsmaier auf der Strecke geblieben und versandet in der nicht sonderlich dichten Inszenierung. Andererseits ist das im Roman eher bescheiden dramatisierte Ende jetzt viel effektgeladener.“

„Joseph Vilsmaier (»Herbstmilch«) bringt das berühmte Kinderbuch von Erich Kästner auf die Höhe der Zeit. Im Gegensatz zu Josef von Bakys Adaption aus dem Jahre 1950 dient dem Regisseur der Roman hier lediglich als lockere Vorlage, die er bewußt um moderne Komponenten wie Trennungsschmerz und Scheidungsproblematik erweitert. Dennoch ist hier ein herzlicher Kinderfilm – nicht nur für Kinder – entstanden, der ausgelassene Unterhaltung mit Tiefgang verbindet.“

„Inszenatorisch eher glanzlos, überzeugt der Film vor allem durch seine sympathischen Darsteller, dank deren er doch manches von Kästners liebenswerter Utopie vom harmonischen Familienglück vermittelt.“

## Drehorte
- Jacobite Steam Train, Glenfinnan-Viadukt
- Carbisdale Castle, Schottland (damals Jugendherberge)
- Ardnamurchan Lighthouse
- Altes Fährterminal, Hamburg (Van-der-Smissen-Straße)
- Tauentzienstraße und Bahnhof Zoologischer Garten, Berlin
- Großer Plöner See (das Schloss Plön im Hintergrund diente damals wirklich als Internat)
- Hamburger Hauptbahnhof

## Auszeichnungen
Charlie & Louise – Das doppelte Lottchen erhielt insgesamt 4 Auszeichnungen. Dem Produzent Peter Zenk wurde 1995 der bayrische Produzentenpreis verliehen. Der Regisseur Joseph Vilsmaier bekam auf dem finnischen Oulu International Children’s Film Festival 1994 den Starboy Preis sowie 1996 beim Chicago International Children’s Film Festival in den USA den Preis der Kinderjury. Zudem wurde beim deutschen Goldener-Spatz-Kinderfestival in Gera der Film 1995 als bester Langfilm ausgezeichnet.